# H. Rodney Withers
Hubert Rodney Withers, genannt Rod Withers, auch Rodney H. Withers, (* 21. September 1932 in Stanthorpe, Queensland; † 25. Februar 2015 in Houston, Texas) war ein australischer Radiologe und Onkologe.
Rodney Withers studierte Medizin an der University of Queensland mit dem M.D.-Abschluss und an der University of London, an der er bei Louis Harold Gray promoviert wurde (Ph.D. und D. Sc.). Er war kurz am Prince of Wales Hospital in Sydney, ab 1966 am National Cancer Institute (NCI) in Bethesda (Zusammenarbeit mit Mortimer M. Elkind) und ab 1968 am MD Anderson Cancer Center in Houston (unter Herman D. Suit und Gilbert Fletcher), bevor er 1980 Professor für Strahlentherapie (Radiation Oncology) an der University of California, Los Angeles, wurde. Von 1994 bis 2005 war er dort Lehrstuhlinhaber als Nachfolger von Robert Parker.
Er befasste sich unter anderem mit den Heilungsprozessen von Gewebe nach Bestrahlung und der Reaktion von gesundem Gewebe auf Strahlung. Anfang der 1960er Jahre entwickelte er eine Stammzellen-Klonierungstechnik zum Studium der Wirkung von Strahlung auf die Haut bei Mäusen. In den 1980er Jahren führte er die hyperfraktionierte Bestrahlung ein (Aufteilung der Tagesdosis auf kleinere Einheiten). Bekannt ist er für die Einführung der 4 R´s der Radiosensibilität bei Bestrahlung von Zellen: Repair, Repopulation, Redistribution, Reoxygenation.
Withers war 1982/83 Präsident der Radiation Research Society. 1996 erhielt er mit Mortimer M. Elkind den Enrico-Fermi-Preis des DOE, 1995 die Gray Medal und 1998 den Kettering-Preis. Er war Offizier des Order of Australia.